# Kapanga hickmani
Kapanga hickmani là một loài nhện trong họ Hahniidae.
Loài này thuộc chi Kapanga. Kapanga hickmani được Raymond Robert Forster miêu tả năm 1964.